# SBイノベンチャー
SBイノベンチャー株式会社(SB Innoventure Corp.)はソフトバンクグループのソフトバンク株式会社の完全子会社であり、「ソフトバンクイノベンチャー」で提案された新規事業を手掛ける社内ベンチャーである。旧商号はSBai株式会社。（2012年7月に設立されたイノベンチャー事業準備株式会社というグループ内の別法人があったが汐留ファイナンス株式会社へ改名している）。

## ソフトバンクイノベンチャー
ソフトバンクが2011年から実施している新規事業提案制度。2014年度までは年1回、2015年度からは年2回開催されている。「イノベンチャー」とは、「イノベーション」(innovation)と「ベンチャー」(venture)を組み合わせた造語である。
2017年11月までの応募件数は6100件、事業化した案件は13件（うち、4件が会社化）。
| 回数 | 審査期間               | 応募件数 | 審査通過件数 | 事業化件数 |
| ---- | ---------------------- | -------- | ------------ | ---------- |
| 1    | 2011年08月 - 12月      | 1200     | 10           | 6          |
| 2    | 2012年05月 - 11月      | 1200     | 7            | 2          |
| 3    | 2013年05月 - 11月      | 1400     | 10           | 2          |
| 4    | 2014年06月 - 11月末    | 1200     | 10           | 1          |
| 5    | 2015年06月 - 11月      | 500      | 8            | *          |
| 6    | 2015年09月 - 2016年2月 | 400      | 3            | *          |

## 沿革
- 2012年8月7日 - 会社設立
- 2012年11月29日 - 【第1回】ヤフーが画像投稿SNS「WONDER!」公開[4]
- 2013年2月21日 - 【第1回】ヤフーが子供の成長記録共有サービス「kazoc」公開[5]
- 2013年4月12日 - 【第1回】ヤフーが電子クーポン/チケット販売「PassMarket」[6]
- 2013年6月14日 - ソフトバンクBB(現在のソフトバンク)がスマホサイト変換サービス「bMobilized SoftBank BB Edition」の提供[7]
- 2013年7月20日 - 【第1回】ソフトバンクモバイル(現在のソフトバンク)等により2014年3月まで香川県小豆郡土庄町豊島で「超小型モビリティ」を活用した「ユビ電」実証実験を実施[8]
- 2013年10月1日 - 【第2回】ソフトバンクBBにより「クラウドマーケティング」のWEBサイトをオープン
- 2014年6月30日 - 【第2回】バリューコマースとソフトバンクモバイルがオンラインモール「得するモール」を提供開始[9]
- 2014年7月18日 - 【第1回】BBIXにより国際間接続を可能にするインターネットエクスチェンジサービス「Smart IX サービス」提供[10]
- 2014年9月1日 - SBイノベンチャー企業情報公開
- 2014年9月30日 - 【第1回】「WONDER!」サービス停止[11]
- 2014年10月11日 - 【第1回】奈良県高市郡明日香村で超小型モビリティレンタルサービス事業「MICHIMO」がプレオープン[12]
- 2014年10月27日 - 【第3回】ソフトバンクテクノロジー子会社「M-SOLUTIONS」により電子コミックアプリ「ハートコミックス」提供開始[13]
- 2015年2月9日 - 【第1回】ヤフーとバンダイにより「WONDER!」が子供向け無料学習サイト「WONDER!SCHOOL」にリニューアル[14]
- 2015年4月13日 - 【第2回】ソフトバンクC&Sが「クラウドマーケティング」をリニューアルしプラットフォーム「Marketing Bank」開始[15]
- 2015年4月17日 - 【第1回】ユビ電を用いた奈良県高市郡明日香村で「MICHIMO」が正式にサービス開始[16]
- 2015年6月10日 - 【第3回】SBイノベンチャーが配送サービス「Scatch!」を東京都港区、品川区、目黒区、渋谷区で提供開始[17]
- 2015年9月8日 - 【第4回】SBイノベンチャーがプライベートスポーツレッスンサービス「スマートコーチ」提供開始[18]
- 2015年10月1日 - 【第4回】SBイノベンチャーが新会社「スマートコーチ」設立[19]
- 2015年10月14日 - 【第1回】PSソリューションズにより日立製作所と共同開発した農業IoTソリューション「e-kakashi」販売開始[20]
- 2015年12月24日 - 【第1回】「e-kakashi」サービス提供開始
- 2015年12月1日 - 【第3回】「ハートコミックス」をGYAO!が設立しマンガ図書館Zを運営するJコミックテラスへ引き継ぎ[21]
- 2016年1月28日 - 【第3回】「Scatch!」サービス拡充およびECサイトと連携するためのAPIを提供開始[22]
- 2016年4月1日 - 【第5回】自動運転技術を開発・運用するSBドライブ株式会社設立[23]
- 2016年11月1日 - 子会社株式会社hugmoを設立し、子育てクラウドサービス「hugnote」提供開始[24]
- 2016年11月10日 - 子会社OpenStreet株式会社を設立し、シェアサイクリングサービス「HELLO CYCLING」提供開始[25]
- 2017年5月24日 - 「Scatch!」を運営するMagicalMove(マジカルムーブ)株式会社設立[26]
- 2017年10月3日 - 旅行プランを自動作成するアプリ「Planme（プランミー）」を提供開始[27]
- 2018年3月8日 - ヤフー子会社Zコーポレーションが資本参加。[28]
- 2019年3月25日 - 日本食輸出支援プラットフォーム「umamill（ウマミル）」の提供開始[29]
- 2019年3月27日 - セミナー・イベント主催者と会場のマッチングサービス「MICE Platform」の提供開始[30]